# Nikolai Jakowlewitsch Iljin

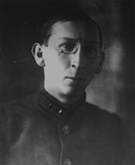
Nikolai Jakowlewitsch Iljin

Nikolai Jakowlewitsch Iljin (russisch Николай Яковлевич Ильин, in englischer Transliteration Nikolai Yakovlevich Ilʹin, * 10. Märzjul. / 23. März 1901greg. in Ustino (Gouvernement Kaluga); † 29. August 1937 in Leningrad) war ein sowjetischer Militär- und Raketentechniker, Leiter des Gasdynamischen Laboratoriums und  Intendant zweiter Klasse der Roten Armee.

## Leben
Nikolai Jakowlewitsch Iljin trat nach seiner Schulzeit 1920 in die Rote Armee ein und diente in der Kommandantur an der Südwestfront. Ab Dezember 1921 war er im Stab des Moskauer Militärbezirks, ab März 1923 im Stab der Roten Armee und ab April 1926 in Leningrad.
1930 besuchte er die elektrotechnische Militärakademie und war Rüstungschef der Roten Armee. Gleichzeitig übernahm er von 1931 bis 1932 als Nachfolger von Boris Sergejewitsch Petropawlowski die Leitung des Gasdynamischen Laboratoriums, einer sowjetischen Raketenforschungsanstalt. 1936 wurde er in den militärischen Rang eines Intendanten zweiter Klasse befördert.
Iljin wohnte in Leningrad in der Chalturina-Straße 4/1, Wohnung 55, dies war seine letzte Adresse. Während des Großen Terrors der Stalin-Ära wurde er am 9. April 1937 verhaftet, am 29. August 1937 zum Tode verurteilt und am selben Tag in Leningrad erschossen.
Am 24. Mai 1958 wurde Iljin posthum rehabilitiert.
Im Jahre 1985 benannte die IAU den Mondkrater Il'in offiziell nach Nikolai Jakowlewitsch Iljin.